# Mahá Vatčirálongkón
Mahá Vatčirálongkón Bodindradebajavarangkun (thajsky: มหาวชิราลงกรณ; přepis RTGS: Mahawachiralongkon; * 28. července 1952 Bangkok) je pod jménem Ráma X. od roku 2016 desátým králem Thajska z dynastie Čakrí. Mahá Vatčirálongkón je jediný syn thajského krále Pchúmipchona Adunjadéta (Ráma IX.) a jeho ženy královny Sirikit.

## Život
Před nástupem na trůn byl Vatčirálongkón od roku 1972 thajským korunním princem (a prvním následníkem trůnu). Korunním princem zůstal i přes smrt svého otce a krále Pchúmipchona Adunjadéta dne 13. října 2016, odložení nástupu na trůn zdůvodnil potřebou truchlit za zesnulého otce. Do jeho nástupu 1. prosince 2016 vládl zemi jako regent generál Prem Tinsulanonda (předseda královské rady). Oficiálně korunován byl Mahá Vatčirálongkón až v květnu 2019.
V březnu 2020 se král přestěhoval do čtyřhvězdičkového hotelu v bavorském letovisku Garmisch-Partenkirchen. Rezervoval si ho celý pro sebe a svůj harém 20 žen. V rámci protiepidemických opatření přitom měly být hotely zavřené. Německý ministr zahraničí Heiko Maas v říjnu 2020 uvedl, že si německá vláda nepřeje, aby král vládl své zemi z Německa.
Od června 2020 se v Thajsku konají demonstrace. Protestující požadují reformu monarchie a ústavy, rezignaci premiéra, kterým je Prajutch Čan-Oča a kritizují náklady na provoz královského dvora.

## Manželství a rodina
Dne 3. ledna 1977 se korunní princ oženil s Soamsawali Kitiyakara (* 1957), která byla jeho příbuznou z matčiny strany. Pár měl pouze jedinou dceru. Na konci 70. let začal Vajiralongkorn žít s herečkou Yuvadhida Polpraserth. Manželství s princeznou Soamsawali bylo rozvedeno až v roce 1991, jelikož Soamsawali se dlouho nechtěla rozvést. Soamsawali i její dcera jsou nadále součástí královské rodiny.
- Princezna Bajrakitiyabha (* 1978)

Po rozvodu s princeznou Soamsawali se Vajiralongkornovou druhou manželkou stala v únoru 1994 Yuvadhida Polpraserth (* 1962). Pár měl pět potomků: čtyři syny a jednu dceru. Všichni potomci se narodili před sňatkem rodičů. Po roztržce v roce 1996 odjela princezna Yuvadhida s dětmi do Británie. Princ poté unesl svou dceru z tohoto manželství zpět do Thajska. Synové z tohoto manželství byli princem po rozvodu zavrženi a žijí s matkou v USA.
- Princ Juthavachara Mahidol (* 1979)
- Princ Vacharaesorn Mahidol (* 1981)[7]
- Princ Chakriwat Mahidol (* 1983)
- Princ Vatchrawee Mahidol (* 1985)
- Princezna Sirivannavari Nariratana (* 1987)

Potřetí se korunní princ oženil 10. února 2001 se Srirasmi Suwadee (* 1971). Pár spolu má jediného syna. Až po jeho narození byl Srirasmi udělen titul princezny. Několik let žil pár odděleně, než došlo k rozvodu v roce 2014 v souvislosti s korupcí v její rodině.
- Princ Dipangkorn Rasmijoti (* 2005)

## Vyznamenání
| Stát               | Stuha | Název                                                             | Datum udělení      |
| ------------------ | ----- | ----------------------------------------------------------------- | ------------------ |
| Dánsko             |       | rytíř Řádu slona                                                  | 7. února 2001      |
| Nepál              |       | velkokříž Řádu Ojaswi Rajanya                                     | 1. prosince 1986   |
| Lucembursko        |       | velkokříž Řádu Adolfa Nasavského                                  | 4. března 1986     |
| Japonsko           |       | velkokříž Řádu chryzantémy                                        | 26. září 1991      |
| Severní Korea      |       | velkokříž Řád národního praporu I. třídy                          | 10. března 1992    |
| Jižní Korea        |       | velkokříž Řád za zásluhy v diplomatických službách I. vyšší třídy | 15. května 1992    |
| Brunej             |       | velkokříž Královský rodinný řád Bruneje I. třídy                  | 4. června 1988     |
| Malajsie           |       | velkokomtur Řádu obránce říše                                     | 2. září 2013       |
| Německo            |       | velkokříž Záslužného řádu Spolkové republiky Německo              | 29. února 1984     |
| Nizozemsko         |       | velkokříž Řádu koruny                                             | 19. ledna 2004     |
| Nizozemsko         |       | Inaugurační medaile krále Viléma-Alexandra                        | 30. dubna 2013     |
| Peru               |       | velkokříž Řádu peruánského slunce                                 | 9. dubna 1993      |
| Ekvádor            |       | velkokříž Národního řádu za zásluhy                               | 6. dubna 1993      |
| Portugalsko        |       | velkokříž Řádu avizských rytířů                                   | 31. prosince 1981  |
| Spojené království |       | čestný rytíř velkokříže Královského Viktoriina řádu               | 28. října 1996     |
| Španělsko          |       | velkokříž Řádu Karla III.                                         | 13. listopadu 1987 |
| Švédsko            |       | rytíř Řádu Serafínů                                               | 25. února 2003     |